# Fareham (borgo)
Fareham è un borgo dell'Hampshire, Inghilterra, Regno Unito, con sede nella località omonima.
Il distretto fu creato con il Local Government Act 1972, il 1º aprile 1974 dal precedente municipio omonimo.